# Pont Gschwendtobel

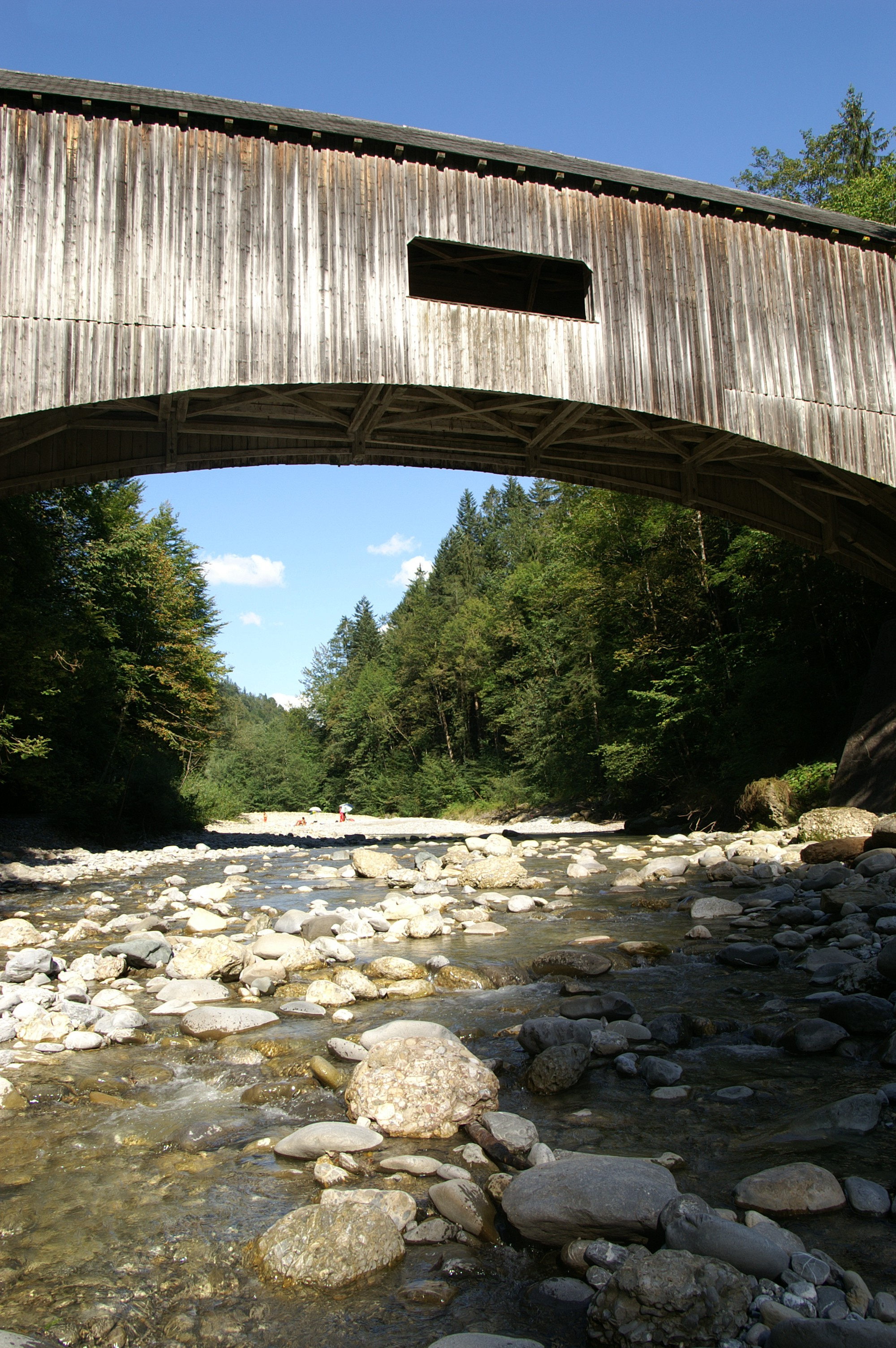
Le pont Gschwendtobel

Le pont Gschwendtobel est un pont en bois couvert qui enjambe la Subersach, entre les communes d’Egg et de Lingenau dans le Bregenzerwald.  
Ce pont à 6 poutres a été construit en 1830 sur les plans de Alois Negrelli, qui était employé comme adjoint d’ingénieur. De nos jours, ce jour est classé monument historique.